# Anchusa formosa
Anchusa formosa är en strävbladig växtart som beskrevs av F. Selvi, M. Bigazzi och G. Bacchetta. Anchusa formosa ingår i släktet oxtungor, och familjen strävbladiga växter. Inga underarter finns listade i Catalogue of Life.